# Ферейдун Джем
Ферейдун Джем (перс. فريدون جم‎ —  Fereydoun Jam) (29 апреля 1914, Тебриз — 24 мая 2008, Лондон) — генерал армии (Arteshbod) иранских вооружённых сил. Сын бывшего премьер-министра Ирана – Махмуда Джема. 

## Военная карьера
Ферейдун Джем учился в военных училищах в Тегеране и Сен-Сир. Позже он окончил военную академию в Великобритании. 
В 1937 году Ферейдун женился на принцессе Шамс Пехлеви. Они развелись после смерти Реза Шаха в 1944 году.
Генерал Джем служил в качестве главы корпуса иранской императорской армии с 1969 по 1971 год. Ушёл из армии из-за профессионального конфликта с шахом Мохаммед Реза Пехлеви и вышел на пенсию в 1973 году.
Причиной трениЙ между монархом и генералом Джемом стало переброска без ведома шаха войск к иракской границе после провокационных действий Багдада. 
Генерал Джем обнаружил, что практически невозможно было действовать в условиях, когда «ни один из командиров не имел никакой власти в своей сфере командования, вытекающей из ответственности; то есть, все они несли ответственность, не имея власти… Даже командующий армией не имел права использовать больше роты в своём районе. В Тегеране им приходилось получать предварительное разрешение [шаха] даже на еженощные операции… Очевидно, что такая армия, которая в обычное время вынуждена была бы просить разрешения на вздох, в кризисной ситуации останется без командира и распадется… точно так же, как это и произошло».
После отставки из армии Джем был послом Ирана в Испании в течение нескольких лет до 1978 года. 

## Правительство Шапура Бахтияра (январь — февраль 1979 г.)
Бахтияр считал, что генерал Джем, который пользовался большим уважением в вооруженных силах, поможет ему сплотиться вокруг нового.
6 января 1979 года, премьер-министр Бахтияр назначил генерала Ферейдун Джема на пост военного министра, но в соответствии с его интервью — из-за отсутствия соответствующих полномочий он не принял предложение.
Бахтияр отчаянно пытался вырваться из изоляции. Он понимал, что без поддержки армии его правительство падет. Для Бахтияра было чрезвычайно важно иметь в своем правительстве генерала Джема. Тогда во главе армии оказался бы человек, который был бы близок Бахтияру по своим политическим убеждениям, а не очередной шахский ставленник (в иранскую прессу просочились сведения о настойчивом требовании шаха не предоставлять военному министру полномочий отдавать приказы командующим родами войск, которые были назначены шахскими приказами). Генерал Джем колебался. Бахтияр так прокомментировал свое отношение к позиции генерала Джема: «Конечно, генерал Джем по причине болезни своего сына не имеет большого желания жить в Иране и принимать на себя ответственность в такое трудное время, но, учитывая его политические убеждения и на основе анализа нынешней обстановки, я считаю, что он не тот человек, который отказывается от ответственности. С генералом армии Джемом ведутся переговоры». Но вслед за этим заявлением Бахтияра генерал Джем объявил, что не будет участвовать в работе правительства.
Следует принять к сведению то, что политика Мохаммеда Реза Пехлеви в отношении высшего генералитета армии носила особый характер: шах отстранил армию от внутриполитических процессов и всю энергию иранской армии направил на внешние рубежи ближневосточного региона (общеизвестна роль иранских военных в подавлении антимонархического восстания в Омане в начале 1970-х гг., а также участием в гражданской войне в Йемене на стороне монархистов имама аль-Бадра, поддержка курдских повстанцев генерала Мустафы Барзани в Ираке и т.д.).
Шапур Бахтияр был вынужден назначить генерала Джафар Шафаката на пост военного министра, вместо генерала Джема. В отличие от большинства его коллег, генерал Шафакат считался более умеренным во взглядах, который благоприятствовал утверждению гражданского правления нового премьера, хотя он мало верил в мирное разрешение политического кризиса.
Генерал Шафакат заменил генерала Джема на посту военного министра по велению монарха, поскольку шах не хотел, чтобы генерал Джем имел возможность назначать руководителей вооруженных сил. Опасаясь переворота военных (генерал Джем был одним из тех силовых министров шаха, которые были готовы осуществить государственный переворот с последующим установлением военной диктатуры во главе с «сильным» генералом), шах также отказался дать руководителям вооруженных сил согласие на участие генерала Джема в заседаниях высшего генералитета. В свете этих новых событий, появились спекулятивные заявления относительно возможности осуществления военного переворота без согласованности с шахом, хотя генералитету заранее была известна позиция шаха относительно подобного развития событий.

## Победа исламской революции (1979 г.)
После революции он уже не вернулся в страну. Генерал Джем считал заявление о нейтралитете армий в последний день революции предательством. Во время ирано-иракской войны он поддерживал иранскую армию.